# Fantasía n.º 4 (Mozart)
La Fantasía n.º 4 en do menor, K. 475, es una composición para piano solo escrita por Wolfgang Amadeus Mozart en Viena el 20 de mayo de 1785. La pieza fue publicada en diciembre de 1785 junto con la Sonata para piano n.º 14, KV 457, como Opus 11 por la editorial Artaria, el principal editor de Mozart en Viena. 

## Descripción
La pieza comienza en la tonalidad de do menor y presenta la indicación de tempo de Adagio, que al poco cambia a Allegro, comenzando una sección que va de la menor a sol menor, fa mayor y fa menor. A continuación, se inicia una nueva sección en si bemol mayor, en tempo de Andantino que cambia a una sección più allegro en re menor, en la que se reexpone el tema inicial antes de terminar en do menor. Debido a los cambios sorpresivos de tonalidad que presenta, la música no presenta armadura, de tal manera que todas las alteraciones son accidentales. Por otra parte, en la línea de las demás fantasías de Mozart, esta obra presenta un carácter bastante virtuosístico.